# Dominus vobiscum

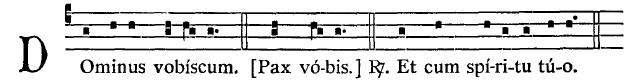
Gregorianische Notation des Dominus vobiscum aus dem Liber Usualis

Das lateinische Dominus vobiscum oder in der deutschsprachigen Fassung Der Herr sei mit euch ist eine Akklamation in der christlichen Liturgie des römischen und des byzantinischen Ritus sowie in lutherischen Kirchen. Es ist ein Gruß und Segen des Liturgen an die Gemeinde und wird in der Heiligen Messe, der Göttlichen Liturgie und anderen Gottesdienstformen zur Einleitung einer priesterlichen Handlung genutzt. Der Gegengruß der Gemeinde lautet Et cum spiritu tuo „Und mit deinem Geiste“.
Ein Bischof spricht im römischen Ritus stattdessen „Pax vobis“  „Der Friede sei mit euch“. Die Antwort der Gemeinde lautet jeweils Et cum spiritu tuo  „Und mit deinem Geiste“.
Die Formeln stammen aus den Bibeltexten Rut 2,4  und 2 Tim 4,22 .